# Radičevci
Radičevci (en serbe cyrillique : Радичевци) est un village de Serbie situé dans la municipalité de Bosilegrad, district de Pčinja. Au recensement de 2011, il comptait 154 habitants.
Radičevci est situé sur les bords de la Dragovištica, un affluent droit de la Strouma.

## Démographie

### Évolution historique de la population
| 1948 | 1953 | 1961 | 1971 | 1981 | 1991 | 2002 | 2011 |
| ---- | ---- | ---- | ---- | ---- | ---- | ---- | ---- |
| 239  | 183  | 149  | 175  | 182  | 180  | 164  | 154  |

|  |